# Charles Catteau
Charles Crépin Nicolas Catteau (* 26. Januar 1880 in Douai; † 20. Oktober 1966 in Nizza) war ein französisch-belgischer Keramiker.

## Leben

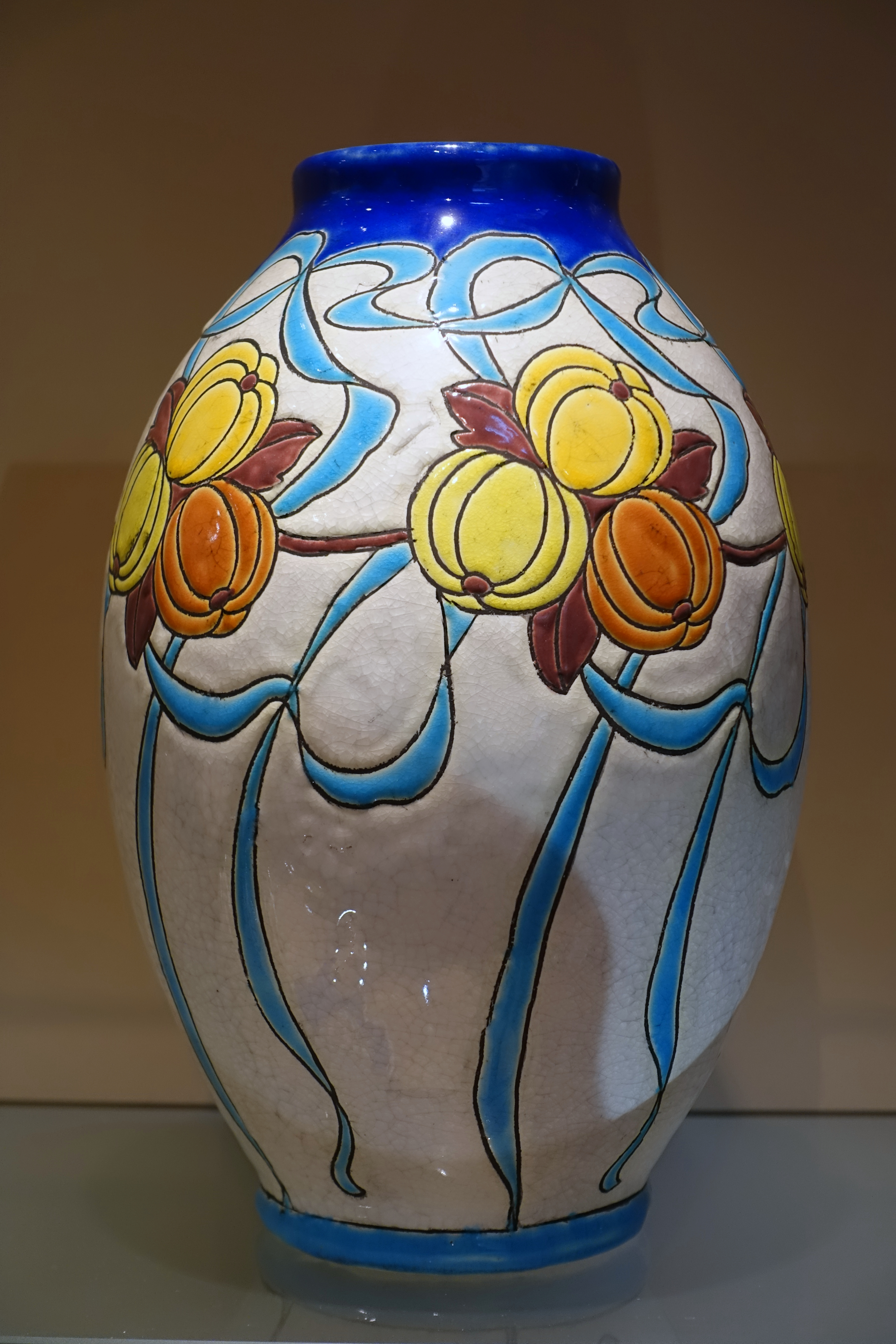
Vase von Catteau im Jubelparkmuseum im Jubelpark von Brüssel

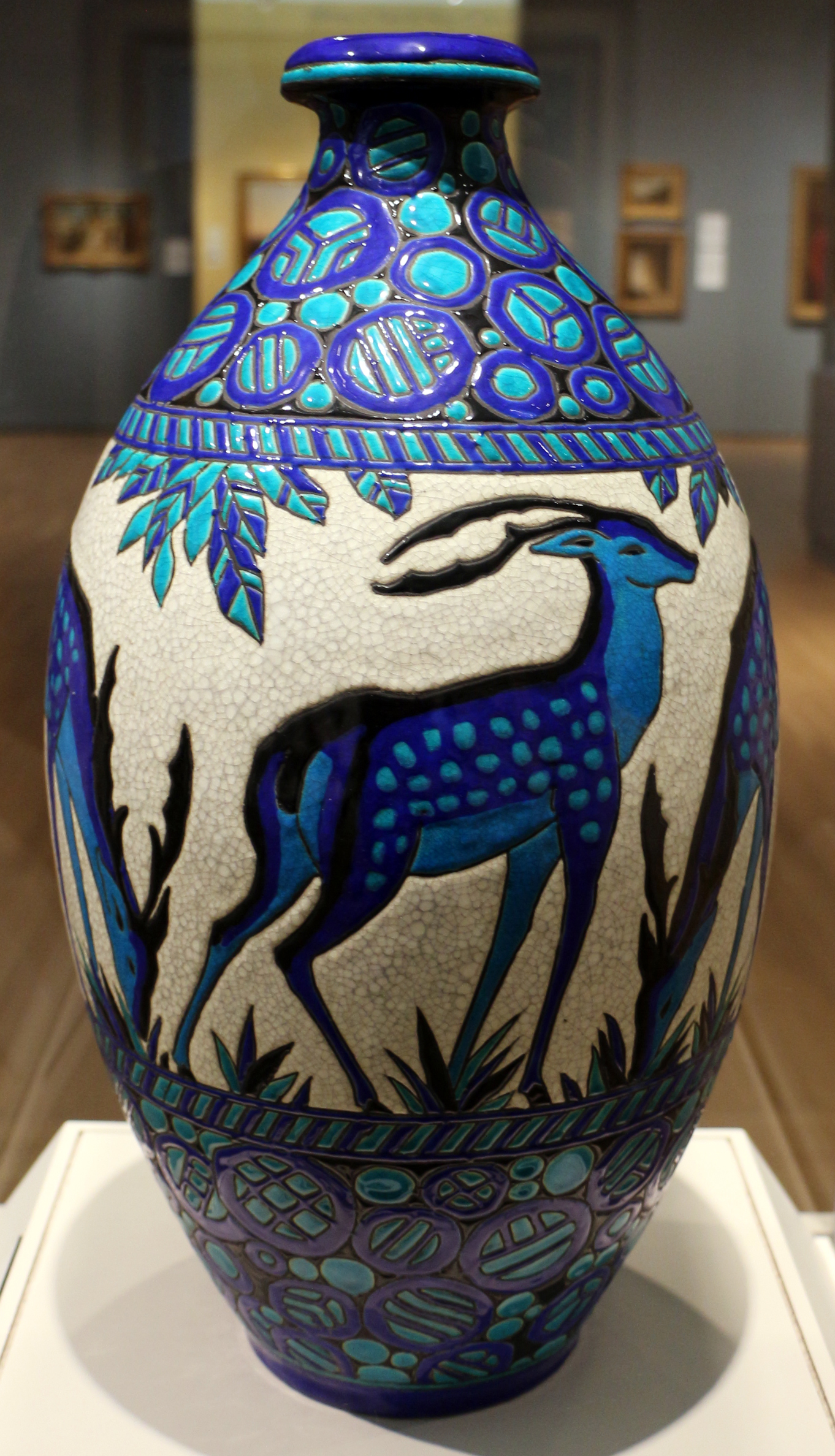
Vase mit Gazellenmotiven von ca. 1924 im Speed Art Museum von Louisville (Kentucky).

Catteau besuchte die École Nationale de Céramique de Sèvres in Sèvres und machte danach eine Ausbildung bei der Manufacture royale de porcelaine de Sèvres. Zunächst arbeitete er 1904 für die Königliche Porzellan Manufaktur Nymphenburg bei München. 1906 wurde er von der belgische Steingutfabrik Boch Frères Keramis angestellt. Er wurde Mitglied in dem von der Malerin Anna Boch, der ältesten Tochter des Steingutfabrikanten Victor Boch, ins Leben gerufenen Kring Der Vrienden Der Schone Kunsten (deutsch Kreis der Freunde der Schönen Künste). 1907 wurde er zum Leiter der Dekorationsabteilung und der Werkstatt für fantasievolles Design ernannt, wo er bis 1948 tätig blieb.
Catteaus Kreationen waren zunächst traditionell, besonders solche im Stil Delfter Keramiken waren erfolgreich, andere orientierten sich am Jugendstil. Nach dem Ersten Weltkrieg wandte er sich der Erneuerung von Formen, Dekorationen und Glasuren zu. Seine bevorzugten Farben waren dunkelgrün, blau, schwarz und braun. Er arbeitete gerne mit Steinzeug, seine Emaillearbeiten wurden mit der Zeit immer farbenfroher. Er zog die Inspiration für seine Entwürfe aus der Beobachtung der Natur; seine Stücke zeigten 1920 neben Pflanzen und Tieren auch geometrischen Formen. Catteaus Arbeiten waren von japanischer und afrikanischer Kunst inspiriert und im Stil des Art déco gehalten.
Charles Catteau gilt oft als einer der vielseitigsten Keramikkünstler seiner Generation, der auch die Ästhetik der mit der Keramikindustrie konkurrierenden Glasindustrie beeinflusste. Als Lehrer an der Kunst- und Handwerksschule École industrielle supérieure im belgischen La Louvière schulte er zahlreiche Dekorateure wie Paul Bernard, Henri Heemskerk, Paul Heller, Robert Hofman oder Léon Mairesse, die in den örtlichen Glasmanufakturen tätig waren.
1925 gewann Catteau die Goldmedaille auf der Pariser Exposition internationale des Arts Décoratifs et industriels modernes. Er war Mitglied der Société des Artistes Français und häufiger Aussteller auf dem Salon der Société du Salon d’Automne. Einige von Catteaus Entwürfen wurden 2003 in der Ausstellung Terres en lumière – Céramique, art d’aujour d’hui im Centre Wallonie-Bruxelles in Paris gezeigt. 2011 zeigte das Musée Royal de Mariemont in der Ausstellung Le Verre Art Déco et Moderniste. De Charles Catteau au Val-Saint-Lambert. Glasdekorationen von Catteau.
Seinen Ruhestand verbrachte Catteau mit seiner zweiten Ehefrau in Nizza, wo er 1966 verstarb.